# Film roku
Film roku (ve španělském originále Competencia oficial) je komediální film z roku 2021, který natočili Gastón Duprat a Mariano Cohn podle scénáře Duprata, Cohna a Andrése Duprata. Hlavní role ztvárnili Penélope Cruz, Antonio Banderas a Oscar Martínez.
Film měl v českých kinech premiéru dne 12. května 2022.

## Obsah filmu
Stárnoucí multimilionář Humberto Suárez se v den svých 80. narozenin rozhodne financovat film, aby lidé s láskou vzpomínali na jeho odkaz. Jako režisérku si vybere samotářskou držitelku Zlaté palmy Lolu Cuevasovou, která scénář adaptovala podle románu Rivalita, oceněného Nobelovou cenou. Příběh vypráví o muži, který nedokáže odpustit svému bratrovi, že při nehodě pod vlivem alkoholu zabil jejich rodiče. Bratry mají hrát uznávaný divadelní herec Iván Torres a slavný herec Félix Rivero; Iván je metodický herec, který se na minulost své postavy důkladně připravil, zatímco Félix je tradičnější hollywoodský herec, který považuje Ivánovy metody za nesmyslné.
Lola se projevuje jako velmi výstřední režisérka, která si dělá rozsáhlé poznámky a vyžaduje od svých herců stále bizarnější cvičení, například je nutí opakovat jednotlivé repliky nebo slova, dokud nejsou podle ní dostatečně přesvědčiví; odmítá se dostavit na zkoušky a v jednu chvíli Ivánovi a Félixovi zavěsí nad hlavu velký balvan pomocí jeřábu, aby napodobila napětí scény, kterou zkoušejí. Při jednom sezení jsou Iván a Félix přivázáni k židlím a nuceni sledovat, jak Lola drtí jejich různá ocenění v průmyslovém drtiči, včetně vlastnoručně vyrobené ceny, kterou Ivánovi darovali studenti školy pro postižené, kde kdysi učil.
Jednoho dne během zkoušek Félix řekne Lole a Ivánovi, že mu byla diagnostikována rakovina slinivky a že je v paliativní péči, a doufá, že film bude jeho posledním mistrovským dílem. Iván Lole soukromě navrhne, že by mohl hrát oba bratry dvakrát, kdyby Félix nakonec nebyl schopen projekt dokončit. Félix se později oběma přizná, že jeho diagnóza byla lež, kterou použil, aby dvojici dokázal, že je dokáže svým herectvím oklamat. Iván jeho výkon pochválí a řekne mu, že podle něj je Félix lepší herec než on, načež mu prozradí, že i to byla lež jako odplata.
Nakonec se dostanou k závěrečné scéně filmu, kde Félixova postava zavraždí Ivánovu a převezme život jeho bratra. Na večírku, který Humberto pořádá na počest zahájení natáčení filmu, Félix zaslechne, jak o něm Iván říká, že je to nejhorší herec, s jakým kdy pracoval. Félix se s ním střetne na střeše budovy, kde se Iván pokusí Félixe udeřit a ten ho omylem shodí ze střechy. Iván upadne do kómatu. Felix předstírá, že se Iván pokusil o sebevraždu. Lola však zřejmě poznává, že Félix své překvapení pouze hraje a že je do incidentu zapojený.
Film pokračuje v natáčení, přičemž obě role hraje Félix. Při otázkách a odpovědích po projekci Lola bez obalu popírá jakýkoli domnělý význam, který kritici z jejího filmu vyčetli, a odpovídá jednoslovně. V závěrečných scénách vyprávěných Lolou, která přímo oslovuje diváky, se Humberto rozhodne financovat most, Félix se vrací k hollywoodským projektům a Iván se probouzí z kómatu a proklíná Félixovo jméno.

## Obsazení
| Penélope Cruz    | Lola Cuevas     |
| Antonio Banderas | Félix Rivero    |
| Oscar Martínez   | Iván Torres     |
| José Luis Gómez  | Humberto Suárez |
| Manolo Solo      | Matías          |
| Nagore Aranburu  | Julia           |
| Irene Escolar    | Diana Suárez    |
| Pilar Castro     | Violeta         |
| Koldo Olabarri   | Darío           |
| Juan Grandinetti | Ariel           |

## Vznik filmu
V lednu 2020 bylo oznámeno obsazení do hlavních rolí: Antonio Banderas, Penélope Cruz, Oscar Martínez, Pilar Castro, Irene Escolar, Carlos Hipólito, José Luis Gómez, Nagore Aranburu, Koldo Olabarri a Juan Grandinetti. Režie se ujali Gastón Duprat a Mariano Cohn, kteří napsali scénář společně s Andrésem Dupratem. Cruz a Banderas se předtím na plátně setkali pouze během dvou minut ve filmu Pedra Almodóvara Rozkoš v oblacích z roku 2013.
Film produkovalo studio Mediapro a na jeho vzniku se podílely RTVE, TV3 a Orange España.
Hlavní natáčení začalo v únoru 2020, o měsíc později se přerušilo kvůli pandemii covidu-19. V září 2020 bylo natáčení obnoveno a o měsíc později skončilo.
Film měl světovou premiéru na 78. ročníku Mezinárodního filmového festivalu v Benátkách 4. září 2021, v polovině září 2021 byl promítán také na Mezinárodním filmovém festivalu v Torontu. Ve Španělsku byl film uveden do kinodistribuce dne 25. února 2022 společností Buena Vista International.

## Recenze
Čeští filmoví kritici hodnotili film nadprůměrně:
- Mirka Spáčilová, iDNES.cz, 8. května 2022, [3]
- Tomáš Lesk, Nafilmu.cz, 12. května 2022, [4]
- Lenka Vosyková, Červený koberec, 13. května 2022, [5]
- Marek Čech, AV Mania, 21. května 2022, [6]
- Dominik Vetrák, Refresher, 6. června 2022, [7]